# Mindenért fizetni kell
A Mindenért fizetni kell (eredeti címe: Le président Haudecœur) 1940-ben bemutatott fekete–fehér francia filmvígjáték Jean Dréville rendezésében. 
Magyarországon 1940. szeptember 27-én mutatták be.

## Cselekménye
A szigorú, határozott jellemű aix-en-provence-i ügyész, Germain Haudecoeur együtt él kastélyában nővérével, aki boldogtalanul vénlány maradt, mert régi szerelmesét az ügyész nem találta elég előkelőnek. Az ügyész fia, Pierre jövőjét is a gazdag Bergas lánnyal való házassággal akarja biztosítani. Pierre azonban egy szegény állomásfőnök lányát szereti és házasságot ígért neki. A rideg apa nem tűri, hogy a szerelem keresztezze szándékait: kitagadja és elűzi a háztól fiát. Csakhogy az ő életébe is betoppan egy nő, Mrs. Brown. A fiatal, mosolygós kanadai hölgy kibérli az ügyész kiadó villáját, és a szerelem lassan legyőzi az ügyészt. Amikor már úgy érzi, hogy zord ifjúságáért egy késői szerelemben kaphat kárpótlást, kiderül, hogy Mrs. Brown mást szeret. A keserű kiábrándulás ráébreszti, hogy nem szabad megakadályoznia mások boldogságát. Visszahívja fiát és elősegíti boldogságát. 

## Főbb szereplők
- Harry Baur – Haudecoeur ügyész
- Betty Stockfeld – Mrs. Betty Brown
- Robert Pizani – Margot abbé
- Georges Chamarat – Alexis
- Jean Temerson – Capet
- Jeanne Provost – Angéline Haudecoeur
- Sonia Gobar – Antoinette
- Marguerite Deval – Madame Bergas-Larue
- Cecil Grane – Pierre
- Maupi – a kertész
- ifj. André Numès – Brouillon